# 田中昌太郎 (翻訳家)
田中 昌太郎（たなか しょうたろう、1936年3月6日 - ）は、日本の翻訳家。
父は哲学者の田中美知太郎。

## 略歴
東京出身。
1959年京都大学文学部英文科卒。1959年から1978年に筑摩書房編集部に勤務したのち、翻訳家となる。
英語のノンフィクション、小説などを翻訳。時に純文学も訳す。日本文芸家協会会員。

## 翻訳
- 『コンゴ河 その発見、探検、開発の物語』（ピーター・フォーバス、草思社） 1979
- 『トロイナの橋』（ジーノ、ハヤカワ文庫） 1980
- 『大統領プログラミング計画』（ローランド・ペリイ、早川書房） 1980
- 『英国プリンス誘拐』（アンドルー・クロフツ、ハヤカワ文庫） 1980
- 『ルドルフ・ヘス暗殺 シュパンダウ囚人第七号の秘密』（ヒュー・トマス、早川書房） 1981
- 『ティグリス号探検記 文明の起源を求めて』上・下（トール・ヘイエルダール、小川英雄共訳、筑摩書房） 1981、のちちくま文庫 1989
- 『ハント姉妹殺人事件』（クラーク・ハワード、早川書房） 1981
- 『トロイの黄金』（ロバート・L・フィッシュ、講談社） 1982
- 『ダイヤモンド神話の崩壊』（エドワード・J・エプスタイン、早川書房） 1983、のち改題文庫化『ダイヤモンドは永遠か?』
- 『進歩の前哨基地』（コンラッド、人文書院、コンラッド中短篇小説集1） 1983
- 『北京の隠者 エドマンド・バックハウスの秘められた生涯』（ヒュー・トレヴァ＝ローパー、筑摩書房） 1983
- 『智勝寺殺人事件 大谷本部長捜査シリーズ』（ジェイムズ・メルヴィル、中央公論社、C★NOVELS） 1983
- 『英人教師殺人事件 大谷本部長捜査シリーズ』（ジェイムズ・メルヴィル、中央公論社、C★NOVELS） 1984
- 『神戸港殺人事件 大谷本部長捜査シリーズ』（ジェイムズ・メルヴィル、中央公論社、C★NOVELS） 1984
- 『拳聖デンプシーの生涯 世界ヘビー級史上最強の男の自叙伝』（ジャック・デンプシー、ベースボール・マガジン社） 1984
- 『ヒトラー日記』（リチャード・ヒューゴー、創元推理文庫） 1984
- 『スピアフィッシュの機密』（ブライアン・キャリスン、ハヤカワ文庫） 1984
- 『女と男の名誉』（リチャード・コンドン、ハヤカワ文庫） 1985
- 『感傷の向う側』（ジョゼフ・マクナマラ、ハヤカワ・ミステリ文庫） 1986
- 『シェルゲーム』（ダグラス・ターマン、早川書房） 1986
- 『死のシンフォニー』（トマス・ハウザー、創元推理文庫） 1987
- 『ジェイド・タイガーの影』（クレイグ・トーマス、早川書房） 1987
- 『スカーレット最終戦略』（ディヴィッド・アーロン、二見文庫） 1987
- 『ラストエンペラー』（エドワード・ベア、ハヤカワ文庫） 1987
- 『蛇と虹 ゾンビの謎に挑む』（ウェイド・デイヴィス、草思社） 1988
- 『エヴェレスト初登頂の謎 ジョージ・マロリー伝』（トム・ホルツェル, オードリー・サルケルド、中央公論社） 1988
- 『大統領医務官を追え!』（ウィリアム・ウルフォーク、創元推理文庫） 1988
- 『戦闘攻撃機ブラックホーク』（ジョン・スミス、ハヤカワ文庫） 1989
- 『ミラージュを盗め』（ジェイムズ・フォレット、二見文庫） 1989
- 『死の変奏曲』（ポール・マイヤーズ、創元推理文庫） 1989
- 『ハイランダー号の悪夢』（ブライアン・キャリスン、ハヤカワ文庫） 1990
- 『ファイア・アロー奪回作戦』（フランクリン・アレン・リーブ、早川書房） 1990、のち文庫 1999
- 『死のアリア』（ポール・マイヤーズ、創元推理文庫） 1990
- 『インナー・トラヴェルズ』（マイクル・クライトン、早川書房） 1991、のち文庫、のち改題新版『トラヴェルズ 旅、心の軌跡』
- 『怒りの核ミサイル』（ラリー・コリンズ、ハヤカワ文庫） 1991
- 『零下の亡命山脈』（テレンス・ストロング、二見文庫） 1991
- 『オーストラリアと日本 新しいアジア世界を目指して』（ウォーレン・リード、中公新書） 1992
- 『デヴィの丘 インドの消えゆく面影』（E・M・フォースター、図書出版社、海外旅行選書） 1992
- 『復讐するメッセンジャー』（スチュアート・ジェイムズ、ハヤカワ文庫） 1993
- 『沈黙のベルファスト』（ブライアン・ムーア、ハヤカワ文庫） 1993
- 『さらば、わが愛/覇王別姫』（李碧華、ハヤカワ文庫） 1993
- 『報復のコスト』（スティーヴン・レザー、新潮文庫） 1994
- 『贈物の時 ヨーロッパ徒歩旅行1』（パトリック・リー・ファーマー、図書出版社、海外旅行選書） 1994
- 『遥かなるドナウ ヨーロッパ徒歩旅行2』（パトリック・リー・ファーマー、図書出版社、海外旅行選書） 1995
- 『中国海域、燃ゆ 原潜シーウルフ脱出作戦』（マイケル・ディマーキュリオ、二見文庫） 1995
- 『北海、最後の追撃 原潜シーウルフ特攻作戦』（マイケル・ディマーキュリオ、二見文庫） 1995
- 『チャイナマン』（スティーヴン・レザー、新潮文庫） 1996
- 『f2f』（フィリップ・フィンチ、早川書房） 1996
- 『FBI対CIA アメリカ情報機関暗闘の50年史』（マーク・リーブリング、早川書房） 1996
- 『陰謀のセオリー』（J・H・マークス、新潮文庫） 1997
- 『おまえが殺ったと誰もが言う 南部女子学生惨殺事件の真相』（ピート・アーリイ、ハヤカワ文庫） 1997
- 『マルベリー作戦』（ダニエル・シルヴァ、早川書房） 1998、のち文庫
- 『独裁者の島』（ブライアン・ムーア、ハヤカワ文庫） 1998
- 『阿片』（マーティン・ブース、中央公論社） 1998
- 『日本封鎖』（マイケル・ディマーキュリオ、二見文庫） 1999
- 『極北のハンター』（ジェイムズ・バイロン・ハギンズ、ハヤカワ文庫） 2000
- 『殺戮者カイン』（ジェイムズ・バイロン・ハギンズ、ハヤカワ文庫） 2001
- 『龍の系譜 中国を動かす秘密結社』（マーティン・ブース、中央公論新社） 2001
- 『上海の紅い死』（ジョー・シャーロン、ハヤカワ・ミステリ文庫） 2001
- 『デスゲーム24/7』（ジム・ブラウン、ハヤカワ文庫） 2002
- 『傭兵部隊<ライオン>を追え』（ブラッド・ソー、ハヤカワ文庫） 2002
- 『虐殺魔〈ジン〉』（マシュー・B・J・ディレイニー、ハヤカワ文庫） 2003
- 『テロリスト〈征服者〉を撃て』（ブラッド・ソー、ハヤカワ文庫） 2003
- 『鷲の眼』（デイヴィッド・ダン、ハヤカワ文庫） 2004
- 『〈亡霊国家ソヴィエト〉を倒せ』（ブラッド・ソー、ハヤカワ文庫） 2005
- 『破壊計画〈コルジセプス〉』（デイヴィッド・ダン、ハヤカワ文庫） 2006

### バリー・リード
- 『評決』（バリー・リード、ハヤカワ文庫） 1983
- 『決断』（バリー・リード、早川書房） 1994、のち文庫
- 『起訴』（バリー・リード、早川書房） 1996、のち文庫
- 『疑惑』（バリー・リード、ハヤカワ文庫） 1999

### ジェラルド・シーモア
- 『攻撃ヘリ<ハインド>を撃て』（ジェラルド・シーモア、ハヤカワ文庫） 1985
- 『テロリストの荒野』（ジェラルド・シーモア、ハヤカワ文庫） 1987
- 『プレトリア救出戦』（ジェラルド・シーモア、ハヤカワ文庫） 1989
- 『マグデブルク越境工作』（ジェラルド・シーモア、新潮文庫） 1989
- 『襲撃指令』（ジェラルド・シーモア、ハヤカワ文庫） 1991
- 『生還の代償』（ジェラルド・シーモア、新潮文庫） 1991
- 『レッド・フォックス』（ジェラルド・シーモア、新潮文庫） 1992